# The Soundtrack of Our Lives
The Soundtrack of Our Lives, conhecida também como T.S.O.O.L., foi uma banda sueca formada em 1995 a partir da finada banda punk Union Carbide Productions.
A banda teve três discos bem sucedidos na Suécia antes de estrear internacionalmente em 2001 com Behind the Music, indicado para o Grammy de melhor álbum alternativo na premiação de 2003.
Liderado pelo cantor Ebbot Lundberg, misturam a sonoridade "sessentista" do The Who e The Doors com a psicodelia anos 70 de bandas como o Pink Floyd.

## Integrantes
- Fredrik Sandsten - Bateria (1995-2012)
- Martin Hederos - Teclado (1995-2012)
- Ebbot Lundberg - Vocal (1995-2012)
- Mattias Bärjed - Guitarra, vocal (1997-2012)
- Kalle Gustafsson - Baixo, violino, vocal (1995-2012)
- Ian Person - Guitarra, percussão, vocal (1995-2012)

### Ex-integrantes
- Björn Olsson (Guitarra) (1995-1997)

## Discografia

### Álbuns
- Welcome to the Infant Freebase (Março de 1996)
- Extended Revelation for the Psychic Weaklings of Western Civilization (Abril de 1998)
- Behind the Music (Fevereiro de 2001)
- Origin Vol. 1 (18 de outubro de 2004)
- A Present from the Past (7 de dezembro de 2005)

### EPs
- Homo Habilis Blues (1996)
- Gimme Five! (2000)

### Singles
- "Instant Repeater '99" (1996)
- "Blow My Cool" (1997)
- "Mantra Slider" (1998)
- "Black Star" (1998)
- "Firmanent Vacation" (1998)
- "Avenger Hill Street Blues" (1999)
- "Still Aging" (2001)
- "Nevermore" (2001)
- "Sister Surround" (2001)
- "21st Century Rip Off" (2001)
- "Big Time" (2004)
- "Believe I've found" (2004)
- "Heading for a Breakdown" (2005)